# Adira
Adira es un género de escarabajos de la familia Coccinellidae. El género pertenece a la tribu Epilachnini y subfamilia Epilachninae, o subfamilia Coccinellinae según otras taxonomías.

## Taxonomía
El entomólogo francés Étienne Mulsant creó el subgénero Dira en 1850 dentro del género Epilachna. Posteriormente Dira fue elevado al rango de género por Robert Donald Gordon en 1975, y en 1986 pasó a llamarse Adira.

### Especies
Dentro del género, se han identificado nueve especies:
- Adira clarkii Crotch, 1874
- Adira gossypiata Mulsant, 1850
- Adira gossypioides Gordon, 1975)
- Adira inexculta Gordon, 1975)
- Adira nucula Weise, 1902
- Adira obscurocincta Klug, 1829
- Adira richteri Gordon, 1975
- Adira subcincta Mulsant, 1850
- Adira tomentosa Mulsant, 1850